# Kalakandur, Somvarpet
Kalakandur là một làng thuộc tehsil Somvarpet, huyện Kodagu, bang Karnataka, Ấn Độ.